# Metamfetamin
Metamfetamin, ofta förkortat till meth, summaformel C10H15N, är ett narkotikaklassat centralstimulerande medel. Det liknar amfetamin men är kraftfullare och mer beroendeframkallande. Drogen kan, genom en laboratorieprocess, framställas ur pseudoefedrin. Metamfetaminmissbruket ökade kraftigt, speciellt i USA, under 1990-talet. I USA är metamfetamin också ett godkänt läkemedel mot ADHD samt exogen fetma och marknadsförs under varumärket Desoxyn av läkemedelsföretaget Key Therapeutics LLC. Medlet kan intas på många olika sätt, till exempel intranasalt (dras in som pulver i näsan), intravenöst, oralt eller rökt ("ice"). Andra namn för metamfetamin är meth. I Sverige kallas det ibland för metatjack eller bruh.
Ett metamfetaminrus kan pågå 2-10 timmar, beroende på dosens storlek. Vid återdosering kan ruset pågå i flera dagar. I små doser gör drogen att lusten att äta och sova kraftigt minskar. Istället blir man pigg, alert och självsäker. Sexlusten kan öka kraftigt, vid långvarigt bruk kan dock sexlusten försvinna.

## Historia
Metamfetamin framställdes första gången i Japan 1893 av en kemist vid namn Nagayoshi Nagai. 1919 blev kristalliserat metamfetamin framställt av Akira Ogata. Den närliggande substansen amfetamin framställdes i Tyskland 1887 av Lazar Edeleanu.

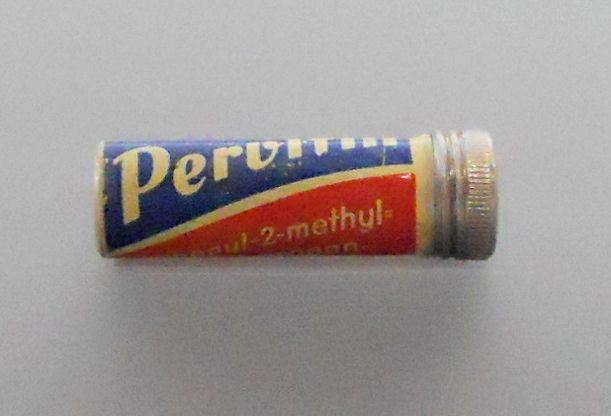
Tysk burk med Pervitin-tabletter från 1939.

Under andra världskriget delade det tyska Wehrmacht ut stimulantiat (känt som Pervitin) till sina trupper. Drogen blev främst utdelad till elittrupper, men även till bland annat stridsvagnssoldater och piloter. Drogen användes i stor utsträckning under fälttågen mot Polen och Frankrike, då de väpnade styrkorna försågs med tiotals miljoner tabletter i doser om 3 milligram.

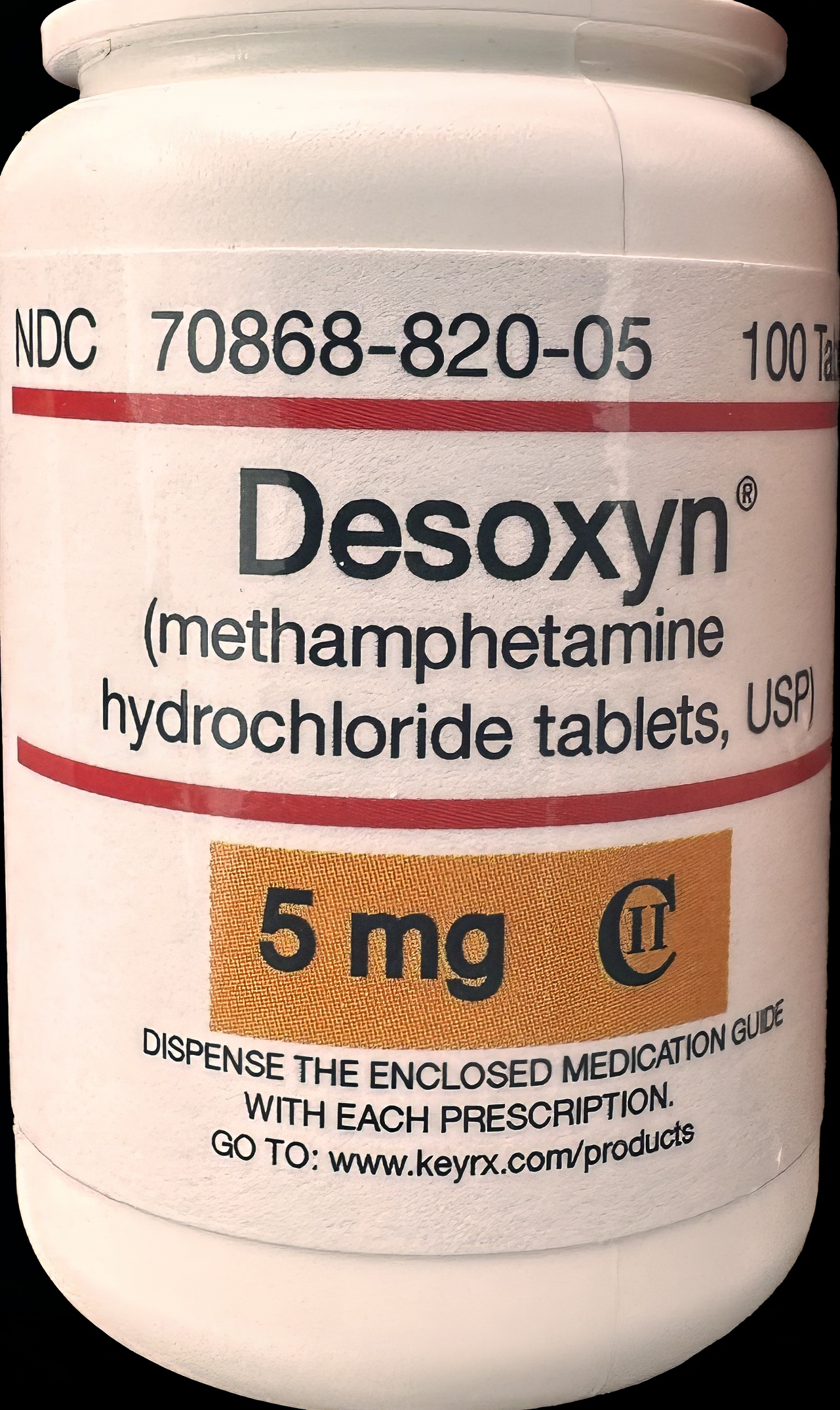
Burk med 100st 5mg tabletter Desoxyn uthämtad 2023 från ett amerikanskt apotek.

Metamfetamin har sedan 1943 varit ett läkemedel i USA och ingår där i förteckning II, samma som amfetamin och metylfenidat. Läkemedlet finns numera endast som tabletter innehållande 5mg metamfetaminhydroklorid. Medlet har två officiella FDA-indiceringar: ADHD och exogen fetma , och det skrivs även ut för narkolepsi. Dock brukar det skrivas ut mer sällan än dexamfetamin och metylfenidat för ADHD, och fentermin/topiramat, bensfetamin, och fendimetrazin för fetma. Vanligtvis tas medlet två gånger på dagtid och överstiger inte 25mg per dygn. Förr var Desoxyn även tillgängligt som 5mg och 10mg depotabletter eller "Gradumets," tillverkade av Abbott, men dessa upphörde att tillverkas 1999.  
Metamfetamin är förbjudet, men mycket vanligt som drog i USA, trots hårda lagar. Många delstater överväger hårdare lagstiftning.

## Framställning

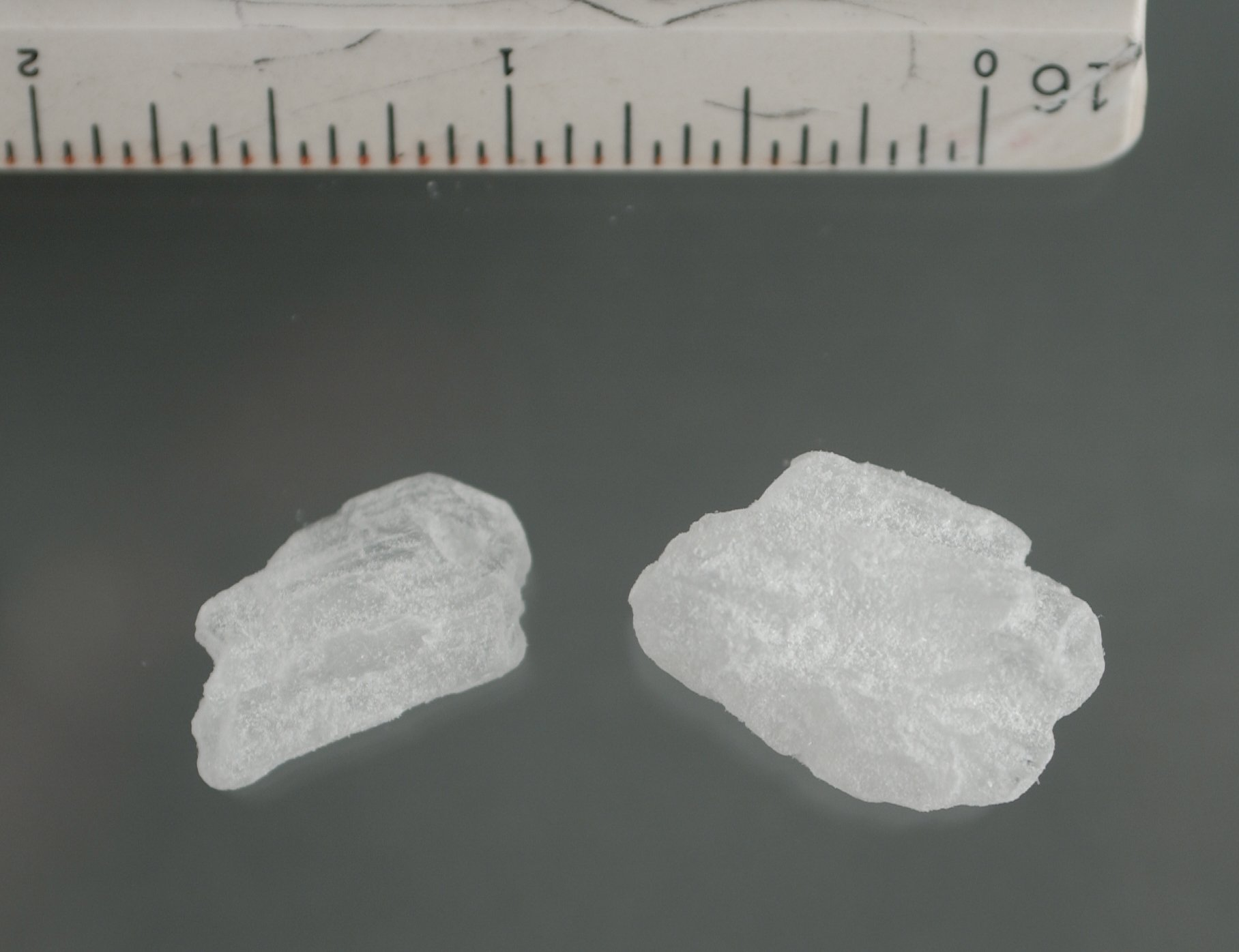
Metamfetamin

Metamfetamin är likt amfetamin strukturellt. Framställningen sker vanligtvis som en reduktion av efedrin eller pseudoefedrin. I många länder går de flesta nödvändiga kemikalierna att hitta i hushållsprodukter eller som receptfria läkemedel - dock inte i Sverige. Syntesen är relativt enkel, men de flesta metoderna involverar brandfarliga och frätande kemikalier.
I den vanligaste framställningsprocessen använder man sig av röd fosfor och jod vilket bildar jodvätesyra. Processen är farlig då det är mycket hett och produktionen av röd fosfor gör att det bildas extremt giftiga gaser. Vid överhettning exploderar kemikalierna.
Ett tecken på produktion av metamfetamin i ett labb är en stank liknande katturin.

## Effekter
- Ökad energi[4]
- Eufori[4]
- Ökad hjärtrytm
- Pratgladhet[4]
- Högre blodtryck
- Ökad uppmärksamhet
- Humörväxlingar
- Tröttheten försvinner
- Lägre självbevarelsedrift

Metamfetaminanvändande minskar salivproduktionen drastiskt. Det leder till att användare förlorar sina tänder onormalt snabbt - särskilt då den ökade törsten (polydipsi) släcks med drycker innehållande socker. Dock stimulerar  sockerhaltiga drycker i sin tur salivproduktion, och vissa åtgärder kan vidtas för återställning av pH-balansen i munhåla. 
Sköljning med vatten eller varm dryck efter rökning eller snortande löser upp beläggningar av återkristallerad substans på tänder, ur munhåla och svalg, samt luft- och matstrupe. I vissa fall kan ofullständig syntes vid framställning skapa en mer frätande produkt. Sköljning med kolsyrat vatten efter intag löser då enklare upp de aningen hårdare och mer korrosiva saltresterna. Handtvätt är också rekommenderad efter varje hantering av ämnet.
Vid medicinsk användning av metamfetamin är effekten på tänderna inte lika tydlig - antagligen för att de som tar det för medicinskt bruk lever i en bättre miljö där de borstar tänderna och på andra sätt tar hand om sin kropp.
Vanliga bieffekter:
- Diarré, illamående
- Förlorad aptit (anorexi)
- Sömnsvårighet[4]
- Ryckningar[4]
- Spända käkar[4]
- Hetsighet, tvångsmässig fascination till upprepade beteenden
- irritation[4]
- panikattacker
- Ökad sexuell lust
- Vidgade pupiller

Sidoeffekter vid längre användande:
- Drogberoende
- Viktminskning

"Meth mouth" är ett vanligt symtom bland metamfetaminmissbrukare, orsakad av muntorrhet till följd av minskad salivproduktion i kombination med dålig tandhygien, konsumtion av kolsyrade drycker och tandgnissling.

- Depressioner när drogen inte används
- Utebliven erektion
- Ruttnande tänder
- Amfetaminpsykos (hallucinationer med eller utan paranoida inslag, med eller utan intakt verklighetsuppfattning)
- "Meth-bugs" (hallucination där man känner att något kryper under huden, vilket gör att man kliar sönder den)
- Skadade hjärtklaffar
- Skador på lungorna (vid rökning)

Sidoeffekter vid överdos:
- Känslan av att insekter krälar i skinnet, vilket ofta leder till ständigt kliande och infekterade, öppna sår
- Försämring av kognitiv mottagning under längre tid neurotoxicitet
- Paranoia, aggressivitet, hallucinationer (ev. med paranoida inslag), konfusion (förvirring). Hallucinationer kan vara av två slag: med eller utan intakt verklighetsuppfattning med vilket intakt verklighetsuppfattning menas att personen själv förstår att hallucinationerna är framkallade av substansen.
- Njurskador
- Död vid överdos beror oftast på stroke eller hjärtfel, men kan också bero på överhettning, "hypertermi", eller njurfel.

## Juridiska aspekter
Metamfetamin är narkotikaklassad och ingår i förteckning P II i 1971 års psykotropkonvention, samt i förteckning II i Sverige.
Metamfetamin är en förteckning II kontrollerad substans [Schedule II Controlled Substance, CII] i USA, vilket också omfattar jämförbara centralstimulantia som amfetamin, metylfenidat, fenmetrazin, och kokain.